# Neptunus (planeet)

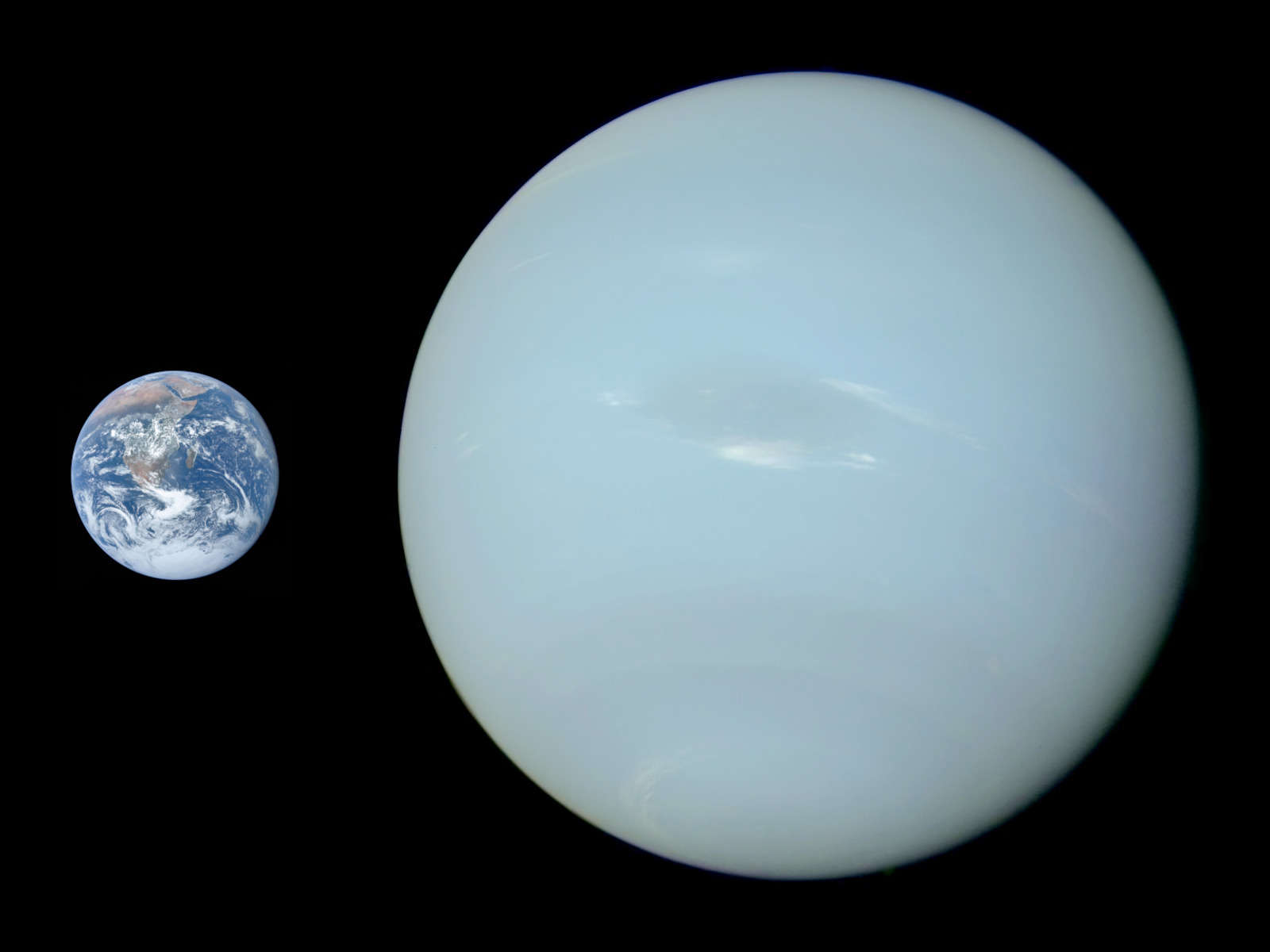
Vergelijking tussen de groottes van de Aarde en Neptunus

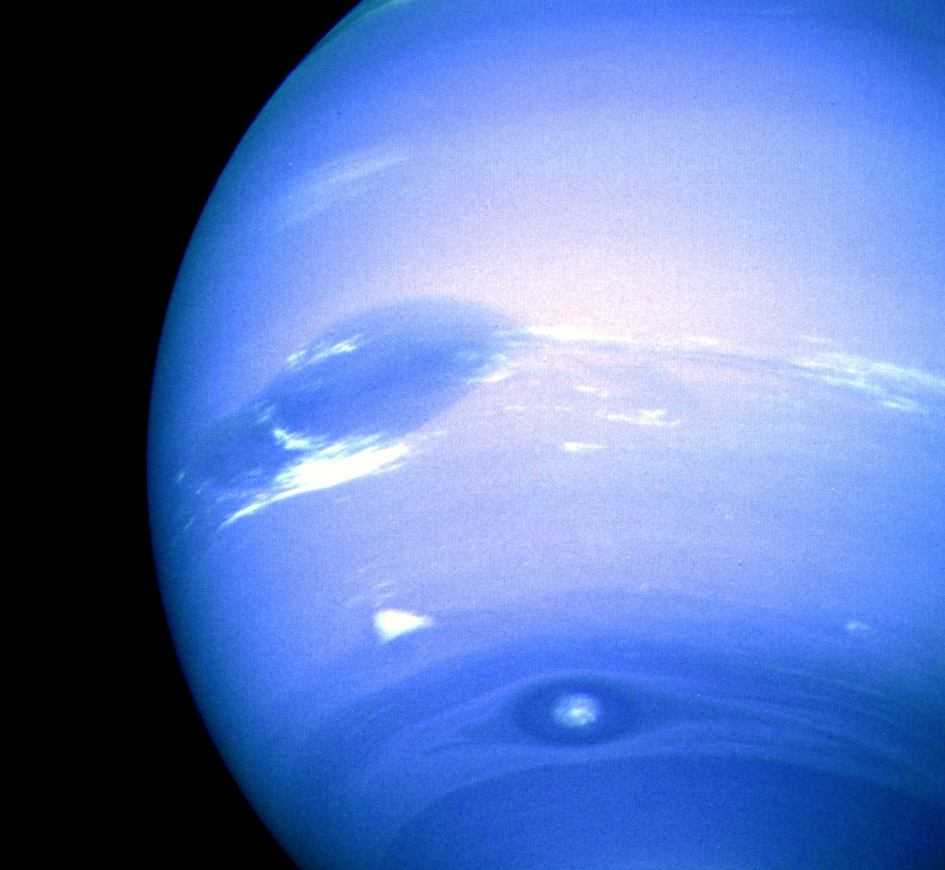
De grote donkere vlek (boven), Scooter (witte wolk midden) en de kleine donkere vlek (onder)

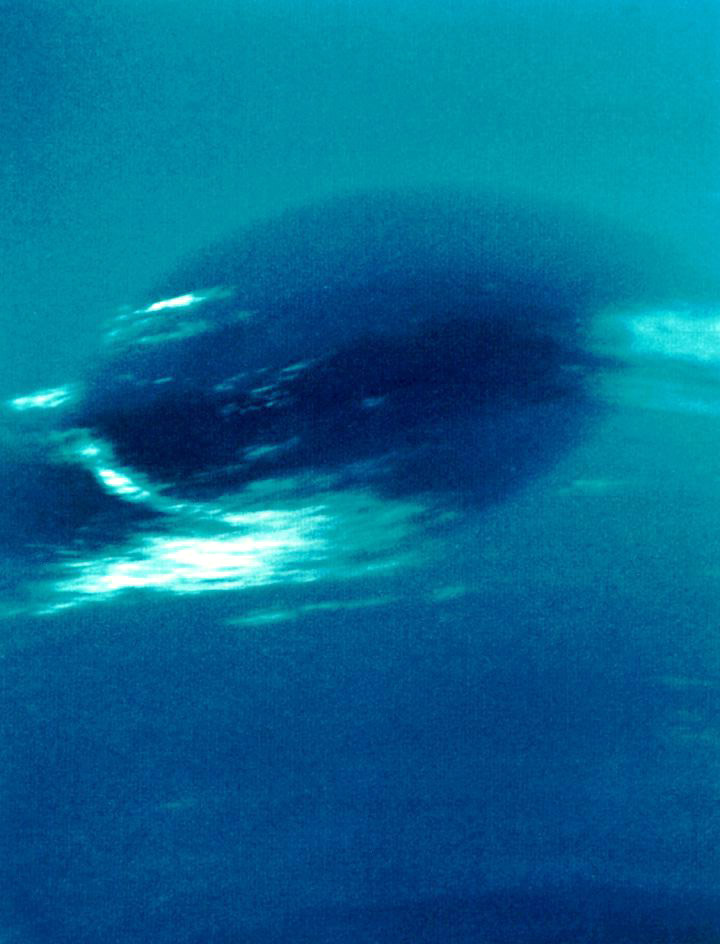
De grote donkere vlek

Neptunus is vanaf de zon gezien de achtste en verst van de zon verwijderde planeet van het zonnestelsel. Neptunus wordt beschouwd als ijsreus. Hij heeft zeventien keer de massa van de Aarde en is iets zwaarder dan zijn 'tweelingplaneet' Uranus. De planeet draait eens in de 164,8 jaar om de zon. De planeet is vernoemd naar de Romeinse god van de zee. Neptunus heeft het astronomische symbool ♆, een gestileerde versie van de god Neptunus' drietand.
Neptunus was de eerste planeet die met behulp van wiskundige berekeningen werd ontdekt. Aan de hand van voorspellingen van Urbain Le Verrier aan de hand van baanafwijkingen van Uranus ontdekte Johann Galle de planeet in 1846.
Neptunus heeft de sterkste wind van elke planeet in het zonnestelsel, tot wel 2.100 km/u.
Neptunus heeft zestien bekende manen. De langst bekende maan is Triton.
Neptunus roteert, van zijn noordpool af gezien, tegen de wijzers van de klok in. Ook de meeste manen bewegen "linksom".

## Ontdekking

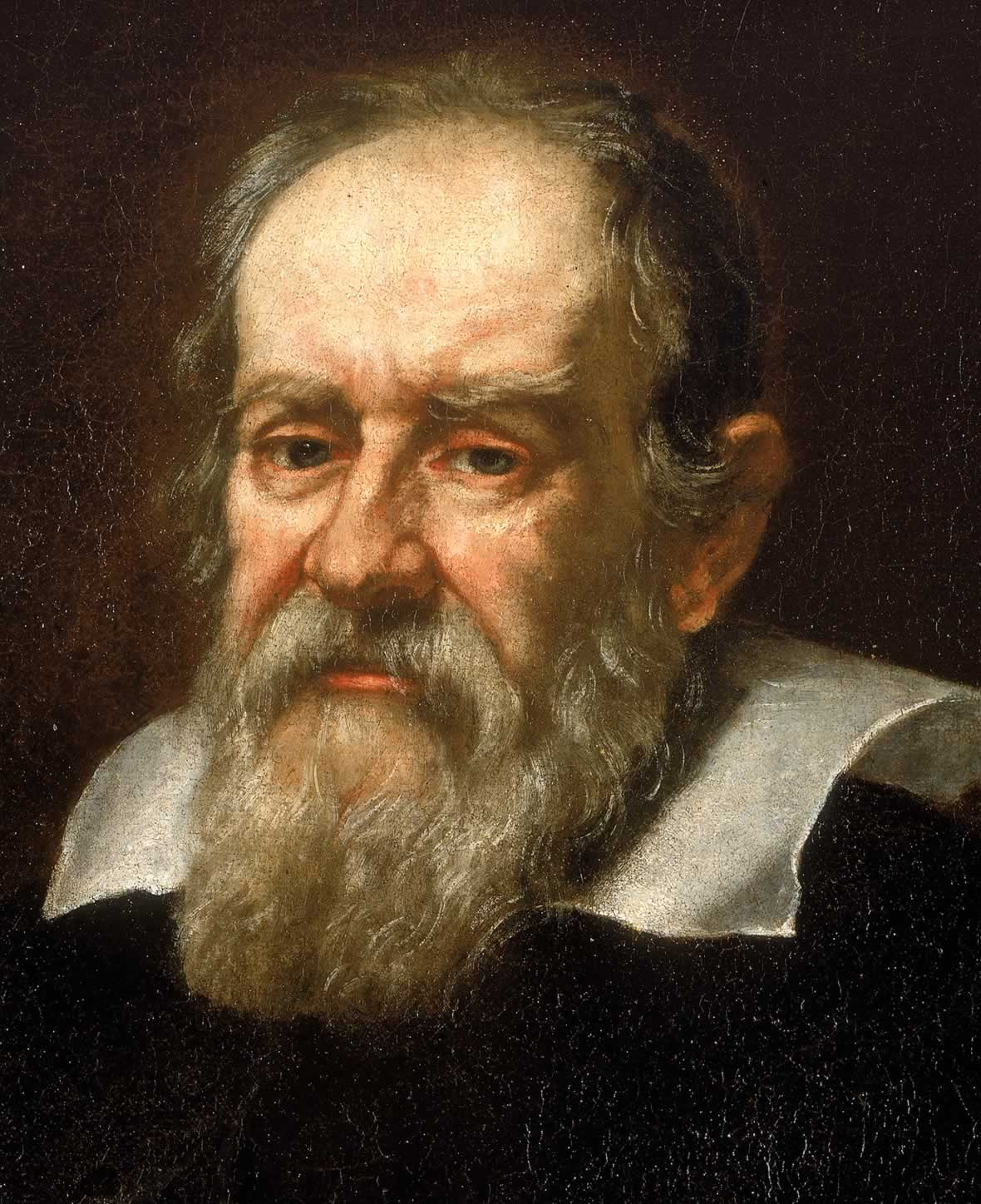
Galileo Galilei

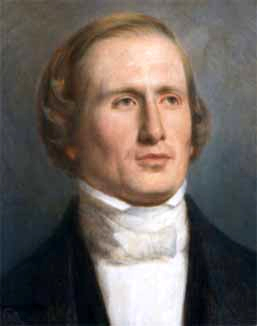
Urbain Le Verrier

De eerste waarnemingen van Neptunus werden in december 1612 en januari 1613 verricht door Galileo Galilei, toen de planeet vlak naast Jupiter verscheen. Maar omdat Galileo ervan uitging dat het een ster betrof, staat de ontdekking niet op zijn naam. Op 8 en 10 mei 1795 werd Neptunus opnieuw waargenomen door Jérôme Lalande, maar ook hij besefte niet dat het hier om een planeet ging en dacht dat hij zich in zijn berekeningen had vergist.
In 1821 publiceerde Alexis Bouvard tabellen van de baan van Uranus, waarbij hij afwijkingen (perturbaties) opmerkte die alleen door een andere planeet veroorzaakt konden worden. In 1843 berekenden John Couch Adams en Urbain Le Verrier onafhankelijk van elkaar de baan die deze hypothetische planeet zou beschrijven, maar deze werd door George Airy als onmogelijk afgedaan. In de zomer van 1846 begon James Challis aarzelend een nieuwe zoektocht naar de onbekende planeet. Het waren echter Johann Galle en Heinrich d'Arrest die de planeet op 23 september 1846 voor het eerst waarnamen, slechts 1° vanaf de plaats waar Adams en Le Verrier hem hadden voorspeld. Later realiseerde Challis zich dat hij in augustus de planeet al twee keer had waargenomen, zonder hem te herkennen als de nieuwe planeet.

### Benaming
Na zijn ontdekking werd deze planeet simpelweg aangeduid als "de planeet buiten Uranus" of als "de planeet van Le Verrier". Galle stelde de naam Janus voor. Een andere naam die werd genoemd was Oceanus.
Friedrich Struve koos op 29 december 1846 voor de Russische Academie van Wetenschappen voor de naam Neptunus. Dat werd de internationaal geaccepteerde naam. In de Romeinse mythologie was Neptunus de god van de zee.

## Samenstelling
De opbouw van de ijsreus Neptunus vertoont veel overeenkomsten met die van Uranus. De kern bestaat uit (gesmolten) metaal en rots en daaromheen bevindt zich een mantel van gesteente, water, ammoniak en methaan. Naar buiten toe wordt de mantel steeds vloeibaarder en gaat uiteindelijk geleidelijk over in de atmosfeer.

## Fysieke eigenschappen

### Atmosfeer
| \| Samenstelling atmosfeer \| Samenstelling atmosfeer \| \| -------------------------- \| ----------------------- \| \| moleculaire waterstof (H2) \| 80% \| \| helium (He) \| 19% \| \| methaan (CH4) \| 1,5% \| \| waterstofdeuteride (HD) \| 192 ppm \| \| ethaan \| 1,5 ppm \| \| ammoniak (NH3) \| sporen \| \| water (H2O) \| sporen \| | Op grotere hoogten bestaat de atmosfeer van Neptunus vrijwel volledig uit waterstof en helium. Lager bevinden zich ook methaan, ammoniak en water. De concentratie aan methaan, ethaan en ethyn op de evenaar van Neptunus is 10-100 keer groter dan op de polen. De relatief hoge concentratie methaan in de lagere atmosfeer veroorzaakt de lichtblauwe kleur. In tegenstelling tot de atmosfeer van Uranus, komen er op Neptunus grote wolkenformaties voor. |
| Samenstelling atmosfeer | |
| moleculaire waterstof (H2) | 80% |
| helium (He) | 19% |
| methaan (CH4) | 1,5% |
| waterstofdeuteride (HD) | 192 ppm |
| ethaan | 1,5 ppm |
| ammoniak (NH3) | sporen |
| water (H2O) | sporen |

### Klimaat
De gemiddelde windsnelheid op Neptunus is 200 tot 300 meter per seconde (circa 900 km per uur). De winden draaien van oost naar west, tegengesteld aan de rotatie van de planeet. Met behulp van de ruimtesonde Voyager 2 is als hoogste windsnelheid 2400 km per uur gemeten, wat vijf maal sneller is dan de hoogste snelheid in een tornado op Aarde. De hoogste windsnelheden worden op Neptunus rond de evenaar gemeten. Vermoedelijk worden deze stormen veroorzaakt door de warmte-uitstraling van de planeet.
In 1989 werd een grote donkere vlek, een anticyclonisch stormsysteem over 13.000 km × 6.600 km ontdekt door NASA's Voyager 2-ruimtevaartuig. Hij is vergelijkbaar met de Grote rode vlek op Jupiter.
De winden in deze storm waren de sterkste die ooit op een planeet van ons zonnestelsel zijn waargenomen. In 1994 was de grote donkere vlek helemaal verdwenen; in 2016 verscheen echter een sterk gelijkende vlek op het noordelijk halfrond van Neptunus.

### Magnetosfeer
Net als het magnetisch veld van de Aarde, kan het veld van Neptunus ongeveer worden weergegeven door dat van een dipool, maar zijn polariteit is tegengesteld gericht aan die van het huidige veld van de aarde.
Neptunus lijkt op Uranus in zijn magnetosfeer, met een magnetisch veld sterk gekanteld ten opzichte van zijn rotatieas bij 47°. De dipoolcomponent van het magnetisch veld aan de magnetische evenaar van Neptunus is ongeveer 14 microtesla (0,14 G). Het magnetisch dipoolmoment van Neptunus is ongeveer 2,2 × 1017 T·m³.

## Ringen

Een model van het systeem van Neptunus. Doorgetrokken lijnen zijn ringen; stippellijnen zijn omwentelingen van manen.

Er is sinds 2004 een vijftal ringen bekend die zich bevinden op afstanden tussen 41.900 en 62.900 km van het centrum van de planeet. De buitenste van deze, de Adams-ring, bestaat uit vier afzonderlijke bogen die de namen Liberté, Egalité, Fraternité en Courage dragen. Onder invloed van de maan Galatea groeien deze bogen niet uit tot volledige ringen.
Met de Voyager zijn ook dichter bij de planeet enkele ringen ontdekt. Al deze ringen zijn erg smal en vermoedelijk ontstaan na het inslaan van meteorieten op de manen.
Nieuwe waarnemingen vanaf de Aarde in 2005 wijzen erop dat de ringen van Neptunus veel minder stabiel zijn dan eerder gedacht werd. De Liberté-ring verdwijnt mogelijk binnen een eeuw.
De eerste vermoedens van (onvolledige) ringen rondom Neptunus ontstonden halverwege de jaren 1980. Deze vermoedens werden in 1989 door waarnemingen van de voorbij vliegende ruimtesonde Voyager 2 bevestigd.

## Manen

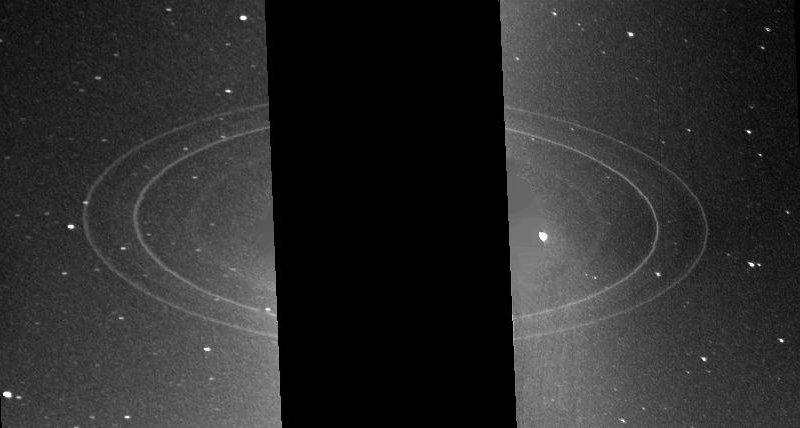
Twee door Voyager 2 gemaakte foto's met ringen van Neptunus

De langst bekende maan van Neptunus is Triton. Triton werd in 10 oktober 1846 ontdekt door William Lassell, al een maand na de ontdekking van Neptunus. Met een temperatuur van −235 °C, is Triton een van de koudste hemellichamen in het zonnestelsel. Triton draait in tegenovergestelde richting van alle andere grote manen in het zonnestelsel. Pas in 1949 werd door Gerard Kuiper de tweede maan Nereïde ontdekt. In totaal zijn er in 2024 zestien manen rondom Neptunus bekend. De meest recente maan die ontdekt werd is Hippocampus. Van twee ontdekte manen is nog geen officiële naam vastgesteld.
Sommige planetoïden hebben dezelfde naam als de manen van Neptunus: 74 Galatea, 1162 Larissa. Triton had geen officiële naam tot de 20e eeuw. De naam was in 1880 gesuggereerd door Camille Flammarion, maar werd niet algemeen gebruikt tot de late jaren 1930. Triton stond bekend als "de satelliet van Neptunus", de tweede satelliet werd immers pas in 1949 ontdekt.

## Verkenning

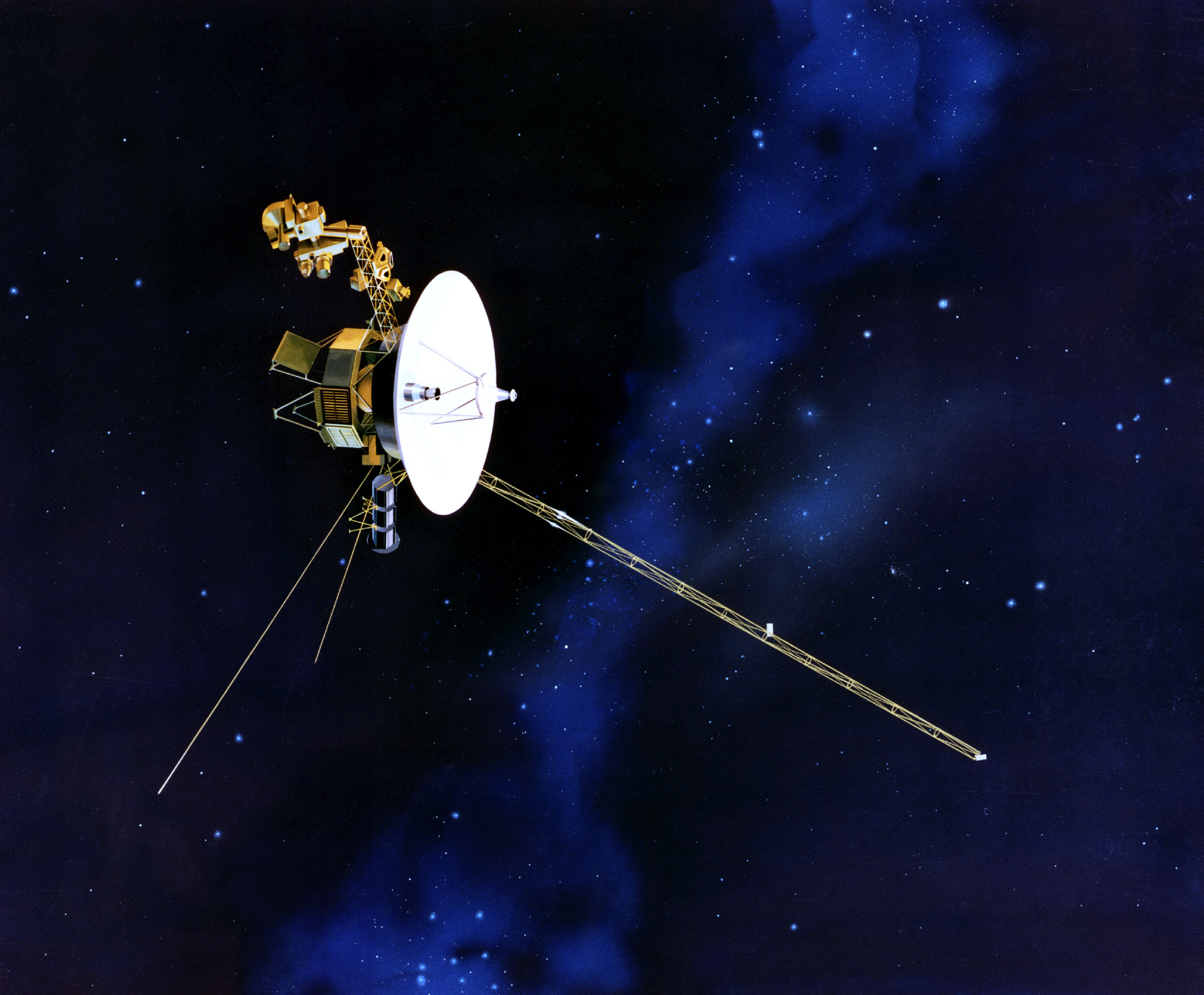
Voyager 2

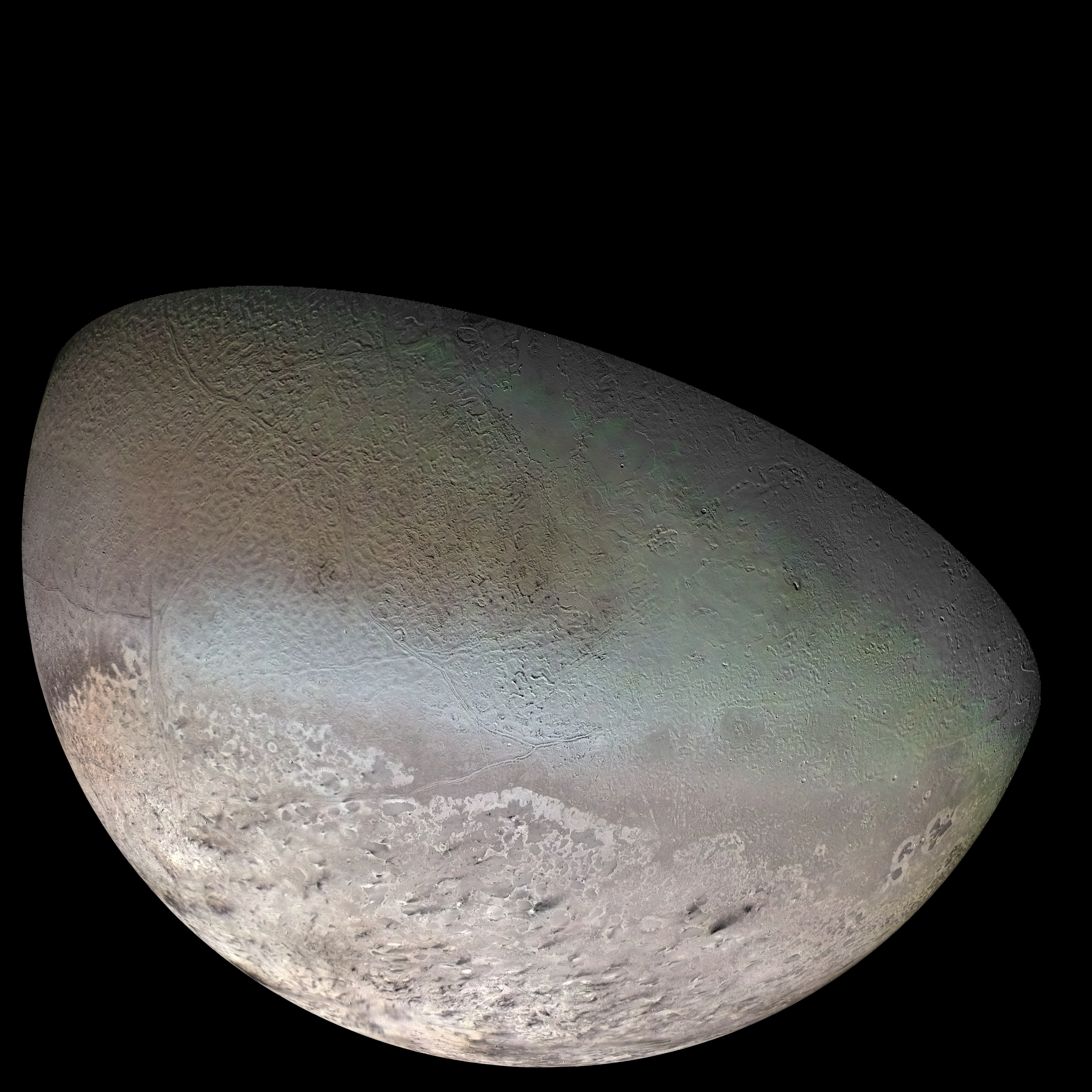
Triton

Tot op heden is slechts één ruimtesonde in de buurt van Neptunus geweest. De in 1977 gelanceerde Voyager 2 passeerde de planeet in augustus 1989. Tijdens deze missie heeft de sonde foto's van de planeet en de ringen naar de aarde gestuurd en heeft vervolgens het zonnestelsel verlaten.

### Toekomstige verkenning
Neptune Odyssey is het huidige missieconcept van NASA voor een Neptunusorbiter. De missie is gepland voor 2031.

## Waarneming
Neptunus is niet met het blote oog te zien: door zijn grote afstand van de zon is hij niet helder genoeg. Met een verrekijker en een zoekkaartje is Neptunus wel te vinden, maar is dan weinig spectaculairder dan een "sterretje" van de achtste grootte. Om hem als blauw schijfje te kunnen zien is een redelijk grote telescoop vereist.
Bij observatie van Neptunus in de radiofrequentieband blijkt dat de planeet een bron is van zowel continue emissie als van onregelmatige bursts. De bron hiervan is vermoedelijk het roterende magnetische veld van de planeet. In het infrarode deel van het spectrum worden de stormen van Neptunus helder zichtbaar tegen de koelere achtergrond, waardoor de grootte en vorm van deze stormen eenvoudig kunnen worden bepaald.
De James Webb-ruimtetelescoop heeft in september 2022 de stormen en de ringen van Neptunus in het infrarood duidelijk waargenomen.

## Culturele betekenis
Neptunus komt voor in een aantal culturele uitingen:
- In de sciencefictionfilm Ad Astra (2019) gaat de hoofdpersoon, gespeeld door Brad Pitt, naar Neptunus om zijn vader te vinden.
- Neptunus was te zien in de animatieserie Futurama.
- Neptunus is The Mystic in orkestsuite The Planets van de Engelse componist Gustav Holst.